# Ulala
Ulala (うらら (Urara)) est l'héroïne de la série de jeux vidéo Space Channel 5. Elle apparaît également dans d'autres jeux.

## Concept et création
Takashi Yuda, le réalisateur du jeu vidéo Space Channel 5, est à l'origine du nom et du concept d'Ulala. Dans une vidéo conceptuelle du jeu datant de 1997, le personnage d'Ulala n'est pas encore présent,. Les créateurs veulent que le sex-appeal d'Ulala soit « subtil », et tentent de montrer les vêtements que les gens porteront dans 500 ans. Selon le producteur Tetsuya Mizuguchi, étant donné que le modèle 3D d'Ulala a un faible nombre de polygones, c'est sa façon de bouger qui crée son sex-appeal. Les couleurs de la tenue d'Ulala sont l'orange, ce qui correspond à la couleur du logo japonais de la Dreamcast, et le bleu, qui est la couleur de l'entreprise et du logo de Sega. Sega voit en Ulala un personnage très prometteur, car la société croit beaucoup au potentiel de Tetsuya Mizuguchi et des visuels uniques de Space Channel 5. Peter Moore affirme en 2000 que Sega souhaite faire du personnage d'Ulala une « star » qui pourrait apparaître dans des jeux différents de Space Channel 5, malgré l'accueil tiède du public américain.
Mizuguchi éprouve des difficultés à recruter une comédienne qui ait le talent nécessaire pour doubler Ulala et soit par ailleurs une bonne danseuse. De nombreuses auditions ont donc lieu. Ulala est finalement doublée en anglais par Apollo Smile et par Mineko Okamura en japonais. Nazu Nahoko est quant à elle la danseuse et chorégraphe qui interprète Ulala. Contrairement à Mineko Okamura, Apollo Smile n'a pas repris le rôle d'Ulala dans Space Channel 5 VR: Kinda Funky News Flash!.

## Apparitions

### Apparitions en tant que personnage de jeu
Ulala apparaît pour la première fois en tant qu'héroïne du jeu vidéo Dreamcast Space Channel 5. Plus tard, elle apparaît dans la suite Space Channel 5: Part 2, et le jeu en VR Space Channel 5 VR: Kinda Funky News Flash!, dans lequel on joue un apprenti reporter qui suit Ulala. Ulala apparaît également en tant que personnage jouable dans Sega Superstars Tennis, Sonic & Sega All-Stars Racing et Sonic and All-Stars Racing Transformed. Ulala est aussi disponible sous forme de skin pour le personnage Silk dans Chaos Heroes Online. Elle apparait aussi en tant que personnage solo dans la série de jeux Project X Zone.
Elle apparaît en tant que personnage jouable bonus inclus dans le jeu amateur Sonic Robo Blast 2 Kart

### Apparitions publicitaires
Lors de l'E3 2000, des danseuses à l'effigie d'Ulala font la promotion du jeu Space Channel 5. Ulala apparaît en 2000 et en 2006 aux MTV Music Awards pour présenter le prix de la meilleure vidéo dance. Ulala fait aussi l'objet de divers produits dérivés.

## Accueil
Ulala reçoit un accueil globalement positif. Elle est qualifiée d'« icone » par Liam Martin de Digital Spy et par la rédaction d'IGN,. Elle est nommée en 2000 aux Game Developers Choice Awards pour le prix du « personnage de jeu original de l'année,. » En 2016, dans un sondage organisé par Sega à l'attention des fans japonais, elle arrive en dixième position dans la catégorie du « personnage le plus marquant,,. » En mars 2000, avant la sortie américaine du jeu, la rédaction d'IGN prédit qu'« Ulala est le genre de personnage qui pourrait vraiment se démarquer ici, sur le marché américain, » et déclare ensuite qu'elle est « un personnage tellement fort que n'importe quel produit avec son visage, son corps ou ses vêtements est instantanément reconnaissable. » Malgré cela, le personnage n'a jamais réellement accroché le public. Le magazine Plan B émet l'hypothèse que c'est l'échec commercial de la Dreamcast qui a empêché Ulala de devenir une « star internationale ». La rédaction de l'Official Sega Dreamcast Magazine US la considère comme ayant mis les jeux vidéo « au tout premier plan de la culture moderne. » Neboisa Radakovic de Game Revolution et Charles Herold du New York Times soulignent tous deux son sens de la mode. Ce dernier ajoute qu'Ulala à elle seule suffit pour donner envie à quelqu'un de jouer à Space Channel 5.

Le sex-appeal d'Ulala est reçu positivement. Travis Fahs d'IGN trouve qu'elle est un des personnages féminins les plus « attrayants »
depuis Lara Croft, et la rédaction de l'Official Sega Dreamcast Magazine US est d'avis que son sex-appeal rend Lara moins attirante ,. Pour la rédaction de Retro Gamer, Ulala est le « personnage de jeu vidéo le plus sexy », grâce à « ses cheveux roses, ses vêtements moulants et sa voix sexy ». La rédaction de GamesTM qualifie le personnage d'« irrésistible » et d'« aimée de tous », fait l'éloge de ses « mouvements motion-capturés » qui font le « charme » du jeu, et déplore que le personnage soit tombé dans l'obscurité après Space Channel 5: Part 2, malgré ses caméos.

## Ressemblance avec Kierin Magenta Kirby
Sega est mis sur le banc des accusés en 2003 lors d'un procès face à Kierin Kirby (alias Lady Miss Kier). Celle-ci prétend que le nombre de similarités d'Ulala avec elle est trop important, et prend comme exemples sa tenue, ses cheveux et son maquillage. Elle ajoute que « les spectateurs, auditeurs et consommateurs » sont susceptibles de les confondre. Selon elle, Sega aurait proposé 15 000 dollars entre mai et juillet 2000 pour pouvoir exploiter « son apparence, son image et son nom » dans un jeu vidéo. Elle demande réparation à hauteur de 750 000 dollars. Elle est déboutée en 2006 car le tribunal juge que le design d'Ulala (en particulier son style artistique anime, sa taille, et son style de danse) s'écarte suffisamment de l'apparence de Lady Miss Kier pour relever de la « transformation ». Le tribunal juge que la décision prise dans le procès Comedy III Productions, Inc. contre Gary Saderup fait jurisprudence, et relève que Lady Kier a été, « au mieux, le matériau de base » pour Ulala. Le tribunal estime que « l'intérêt qu'a le public à la liberté d'expression artistique » l'emporte sur le risque qu'il y ait une confusion entre Kier et le design d'Ulala.

Malgré cette décision de justice, CJ Andriessen de Destructoid la qualifie de « plagiat flagrant de Lady Miss Kier. » La ressemblance entre Ulala est Kier est par ailleurs relevée à plusieurs reprises dès 2000 par divers médias.